# STAT2
 Преобразователь сигнала и активатор транскрипции 2  — белок, который у человека кодируется геном STAT2.
Белок, кодируемый этим геном является членом семейства STAT белков. В ответ на цитокины и факторы роста, члены STAT семьи фосфорилируются связанными с рецепторами киназами, а затем формируют гомо- или гетеродимеры, которые перемещаются в ядро клетки, где они действуют как активаторы транскрипции. В ответ на интерферон (IFN), этот белок образует комплекс с STAT1 и IFN семейством регулирующих факторов белка P48 (ISGF3G), в котором этот белок действует как трансактиватор, но не имеет способности непосредственно связывать ДНК. Адаптер транскрипции Р300/СВР (EP300/CREBBP), как было выявлено, взаимодействует специфически с этим белком и, как полагают, участвует в процессе блокирования ИФН-альфа в ответ на аденовирус.

## Взаимодействия
STAT2, как было выявлено, взаимодействует с MED14, CREB-связывающим белком, SMARCA4, STAT1, IFNAR2, IFNAR1 и ISGF3G.